# Urulapu
Urulapu (georgiska: ურულაფუ) är ett berg i Georgien. Det ligger i den nordvästra delen av landet, i regionen Megrelien-Övre Svanetien. Toppen på Urulapu är 2 117 meter över havet. Närmaste större samhälle är Dzjvari, 13 km söderut.